# 서진규
서진규(1948년 ~ )는 미국 육군 예비역 영관급 장교이자 작가이다.

## 생애

### 대한민국에서의 삶
1948년 경상남도 동래군의 어촌마을 월내(현 부산광역시 기장군)에서 엿장수 딸로 태어났으며 형제로는 언니, 오빠와 2명의 남동생이 있다. 남동생 중 한 사람은 미군 복무 중 사고로 요절하였으며, 한 사람은 지능의 발달이 비장애인에 비해 늦은 지적장애인이다. 제천시로 이사, 동명초등학교와 제천여자중학교를 졸업했다. 풍문여자고등학교 수학을 위하여 대한민국 육군 장교였던 큰아버지댁에서 살았는데, 여학생 잡지를 친구들에게 파는 노동과 아버지가 보내주시는 쌀로 생활하였다. 고등학교 졸업후인 1967년 종로구에 있는 가발공장에서 사촌 언니와 같이 일했지만, 서진규 그 자신이 자서전 《나는 희망의 증거가 되고 싶다》(북하우스)에서 '딴 생각에 사로잡힌 소녀'라고 회상할 정도로 공장생활은 그에게 맞지 않았다.

### 미국에서의 삶

#### 미국 이민
21세때인 1971년 친하게 지내던 미국 개신교 선교사가 식모를 구한다는 말을 들은 서진규는 도우미를 생각했다. 주위에서는 온갖 말로 미국에 가겠다는 그의 결심을 꺾으려고 했지만, 그는 자신의 선택이 옳다고 믿었고, 아버지가 겨우 구해준 비행기삯 100달러만 가지고 미국에 갔다. 미국에서 그는 한식당 아리랑의 웨이트리스(여성 웨이터)로 일하며 영문학을 공부했으며, 1975년 한국인 합기도 사범과 결혼하였다.

#### 입대

##### 사병 시절
하지만 결혼생활은 남편의 폭력으로 얼룩졌으며, 결국 서진규는 미 육군에 사병으로 입대하였다. 그는 '탈영군인의 마음을 이해할 만큼' 훈련병 생활은 힘들었지만, 살아남겠다는 일념으로 어려움을 참아내어 3개월간의 훈련을 마쳤을 때는 200명중에 일등이라는 훌륭한 성적을 거두었다. 일등병이 된 그는 대한민국 용산구의 주한 미군 부대에서 군용 기름을 관리하는 군수업무를 맡았다.

##### 장교 시절
서진규씨의 자서전 "나는 희망의 증거가 되고 싶다"에 따르면, 상등병 시절 하사관 한 분의 권유로 간부사관을 지원하여 고된 훈련끝에 임관하였다. 장교근무시절 그는 독일과 일본에서 해외근무를 하였으며, 1987년에 어렵게 메릴랜드 대학교 경영학과 학사학위를 취득하였다.

##### 하버드대학교 진학
마흔두살때인 1990년 하버드대학교 석사과정에 입학하여 미군 대위 신분으로 공부를 시작하였으며, 1992년에는 하버드대학교 국제외교사와 동아시아 언어학 박사과정에 합격하였다. 당시 서진규는 대학교 공부에 필요한 일본어 실력을 갖추기 위해 미 국방부에서 고용한 개인 교사와 일본말을 잘 하시던 아버지에게 일본어를 배웠다. 다큐멘터리 성공시대에 따르면 서진규 씨는 틈틈이 일본어를 공부했다. 하지만 공부를 더 많이 하려면 군인의 길을 접어야 했기 때문에 1996년 11월 소령으로 전역하여, 20년이나 꾸준히 해온 군생활을 마감하였다. 하버드대학교 대학원 국제외교사와 동아시아 언어학과에서 박사 학위(수료는 1999년, 박사논문통과는 2006년)를 취득했다. 다큐멘터리 성공시대에서 서진규 씨가 노트북을 켜고 워드 97을 실행하는 장면은 꾸준한 공부를 상징한다.

## 기타 이력
- 한국방송통신대학교 전임강사

## 가족 관계
가족으로는 딸 조성아 씨, 어머니, 언니, 오빠 내외(《희망의 증거가 되고 싶다》에 의하면, 서진규 씨의 올케 그러니까 서진규씨 오빠의 부인은 지적장애인인 서진규의 동생을 정성껏 돌보는 착한 분이라고 한다.)가 있다. 현재 조성아씨는 하버드대학교 졸업후 워싱턴주 포트 루이스에서 교육 장교로 복무하고 있으며, 서진규씨는 한국에서 강연활동을 하고 있다.

## 저서
- 《나는 희망의 증거가 되고 싶다.》(북하우스,랜덤하우스중앙)
- 《희망은 또 다른 희망을 낳는다》(푸른숲)
- 오디오북《목표에서 눈을 떼지 마라》(아름다운 사회)

## 주요 출연
- 느낌표 〈박경림의 길거리 특강〉 (MBC)
- 부모 60-만나고 싶었습니다.(교육방송)-서진규씨는 이혁재 씨가 진행하는 학부모 대상 교양프로그램〈부모 60-만나고 싶었습니다.〉에 출연하여 강연하였다. 강연내용은 2009년 4월 24일에 방송되었다.
- 성공시대(成功時代,변창립 아나운서 진행, 문화방송)